# Epicerura pulverulenta
Epicerura pulverulenta är en fjärilsart som beskrevs av George Francis Hampson 1910. Epicerura pulverulenta ingår i släktet Epicerura och familjen tandspinnare. Inga underarter finns listade i Catalogue of Life.